# Renard de Darwin
Lycalopex fulvipes · Renard de Chiloé
Espèce
Statut de conservation UICN

 EN C1 : En danger
Statut CITES
Synonymes
- Canis lagopus G. I. Molina, 1782 (Protonyme)
- Canis fulvipes Gay, 1847
- Vulpes fulvipes W. C. L. Martin, 1837
- Thous fulvipes J. E. Gray, 1869
- Dusicyon fulvipes Osgood, 1943
- Canis rufipes R. A. Philippi, 1901
- Lycalopex fulvipes Wozencraft, 2005
- Pseudalopex fulvipes D. E. Wilson & Mittermeier, 2009

Le Renard de Darwin (Lycalopex fulvipes), également connu sous le nom de Renard de Chiloé, est une espèce de mammifère carnivore de la famille des canidé. Bien qu’il soit désigné sous le nom de « renard » de part son apparence particulière, dû à un processus de convergence évolutive de part une écologie comparable, il fait partie d’un genre bien plus proche de celui des loups et des chacals (Canini) : Lycalopex, qu’il partage avec d’autres espèces de canidés d’Amérique du Sud.
Cette petite espèce a été découverte sur l'île de Chiloé au large du Chili par le naturaliste Charles Darwin en 1834. Une théorie fut longtemps maintenue, selon laquelle le Renard de Darwin était une sous-espèce du Renard gris d'Argentine (L. griseus) ; toutefois, la découverte en 1990 d'une petite population de Renards de Darwin sur le continent, et plus précisément dans le parc national Nahuelbuta, et les analyses génétiques subséquentes ont établi le statut d'espèce unique du Renard de Darwin. Il s’agit de l’une des espèces de canidés les plus rare du monde et est actuellement considérée comme menacée.
En 2012 et 2013, la présence de l’espèce a été confirmée par piégeage photographique dans le parc Oncol, le parc national Alerce Costero et la réserve côtière valdivienne.

## Taxinomie et évolution

### Découverte

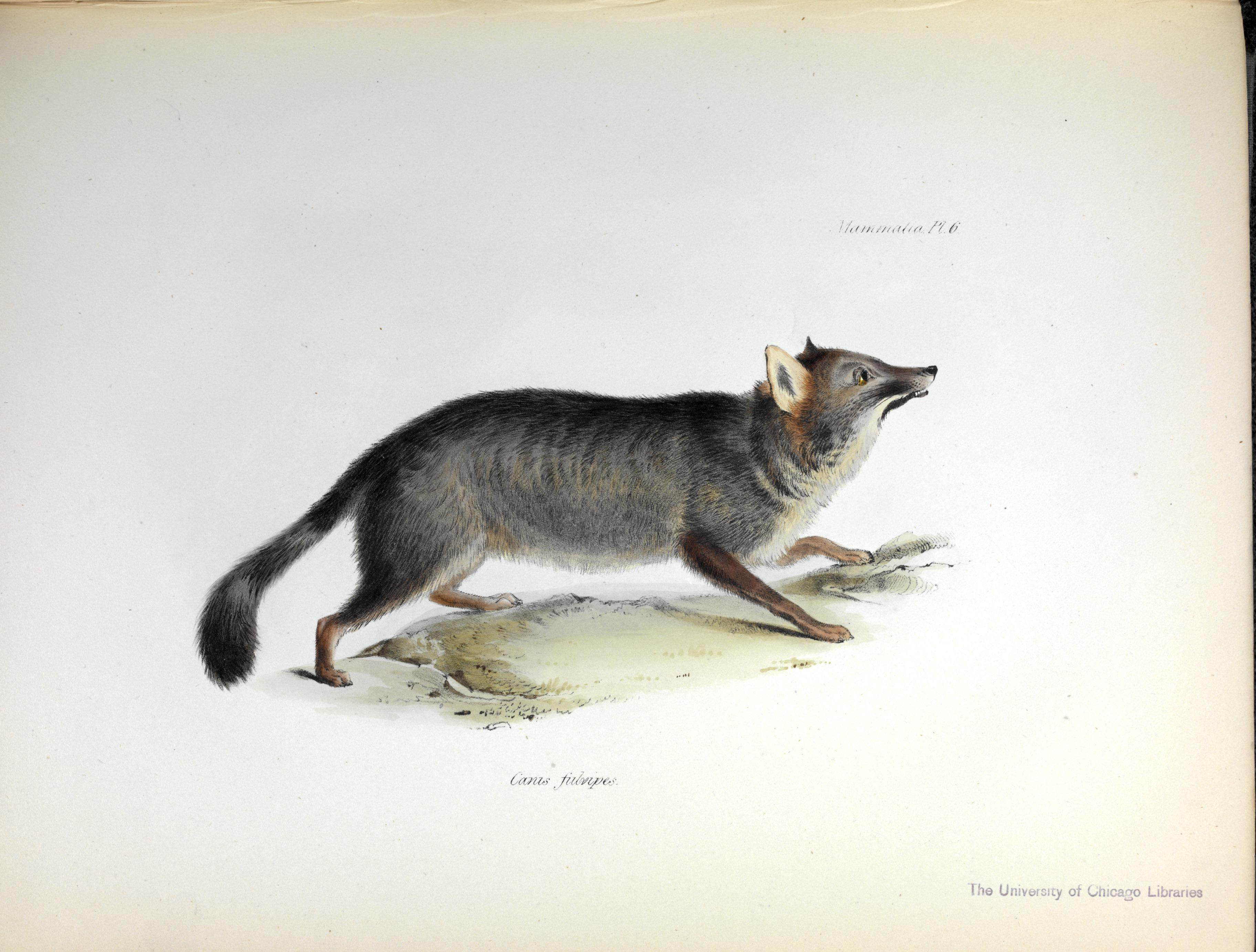
Gravure du « Canis fulvipes » dans The zoology of the voyage of H.M.S. Beagle par Charles Darwin.

Quand Charles Darwin préleva un spécimen de l'île de Chiloé, il observa que « ce renard (de Chiloé, un animal rare) était assis sur le promontoire et tellement absorbé à observer [le travail d’arpentage], qu’il me laissa m’approcher par derrière et le tuer avec mon marteau de géologue. »,,
Dans la publication de 1839 de son Journal and Remarks, Darwin écrivit : « Ce renard, plus curieux ou plus scientifique, mais moins avisé que la généralité de ses congénères, est maintenant naturalisé au musée de la Société zoologique. » Il le décrivit comme « une espèce non décrite », indiquant qu’il était distinct des espèces continentales (L. culpaeus et L. griseus). Par la suite, le renard de Darwin fut néanmoins classé comme une sous-espèce (Lycalopex griseus fulvipes) de ce dernier.  
Le Renard de Darwin ne s'hybride pas avec les autres espèces du même genre; vivant uniquement dans les forêts, il est plus petit et de couleur plus sombre que les autres espèces. Il fallut attendre la découverte d'une petite population de Renards de Darwin sur le continent, dans le parc national forestier de Nahuelbuta, ainsi que les analyses génétiques, pour confirmer que le Renard de Darwin constituait une espèce distincte.

### Évolution
À l'époque du Pléistocène tardif, l'île de Chiloé était reliée au Chili par un pont de terre. Ce dernier disparut il y a 15 000 ans, quand le niveau de la mer s’éleva à la suite de la dernière glaciation, ce qui conduisit à l'existence de deux populations isolées de Renards de Darwin.
Les zoologistes ont souligné le caractère distinct de cette espèce par sa niche écologique, son apparence et son comportement. Le renard de Darwin se différencie du renard gris par une coloration plus sombre, des pattes plus courtes, un crâne plus large et plus court, des bulles tympaniques plus petites, une dentition plus robuste, ainsi qu’une mâchoire et un mode d’occlusion des prémolaires différents.

## Description physique

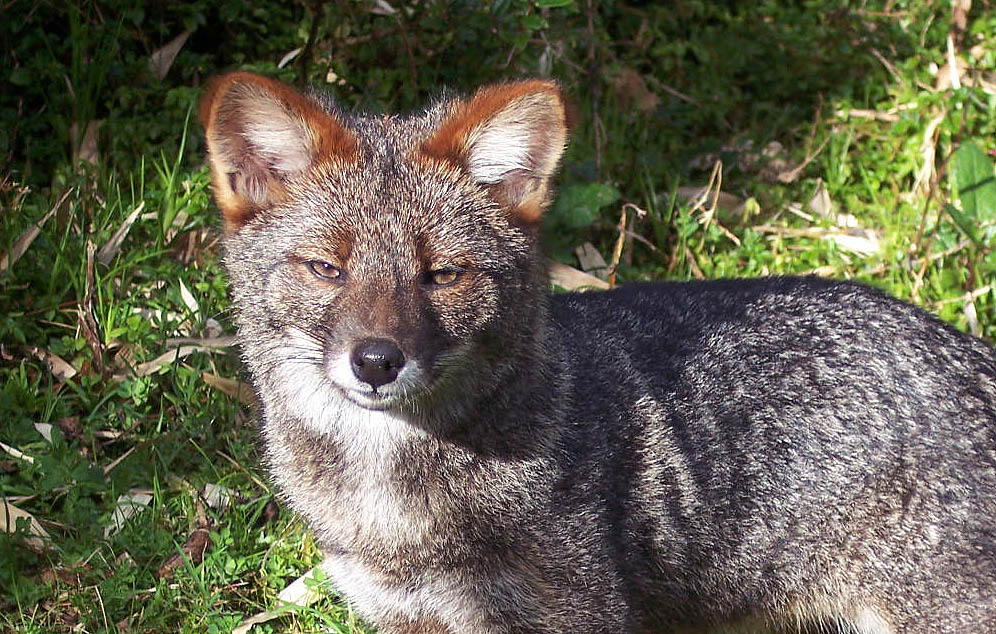
Un Renard de Darwin mâle sur l'île de Chiloé.

Ce petit canidé sombre pèse entre 1,8 et 3,95 kg, présente une longueur tête-corps comprise entre 48 et 59 cm et une queue mesurant de 17,5 à 25,5 cm
Le Renard de Darwin a un pelage brun foncé, avec des zones rouges sur la tête et la face, et a des pattes plus courtes que celles des renards continentaux. Il pèse de deux à quatre kilos.
L’espèce ne présente pas de dimorphisme sexuel marqué, si ce n’est que le mâle a un museau plus large Les mâles ne manifestent pas de comportement territorial et ne sont pas agressifs envers d’autres mâles présents dans leur espace vital..

## Écologie

### Répartition et habitat
Le renard de Darwin vit dans le parc national de Nahuelbuta, la cordillère de Oncol, la cordillère Pelada sur le continent chilien, ainsi que sur l’île de Chiloé.
Le renard de Darwin est généralement considéré comme une espèce strictement forestière, présente uniquement dans les forêts tempérées humides du Sud du Chili. On ne le rencontre que dans les zones de forêt primaire, tant sur l’île de Chiloé que sur le continent. Il est surtout actif au crépuscule et avant le lever du soleil. Contrairement aux autres espèces du genre Lycalopex, le renard de Darwin préfère les espaces ouverts.  

### Régime alimentaire
Le renard de Darwin possède un régime alimentaire varié. Dans les forêts denses composant son aire de répartition, il chasse des mammifères, des reptiles, des coléoptères et d’autres invertébrés. Il consomme parfois des fruits, des baies et des graines. Les oiseaux et les amphibiens font aussi partie de son alimentation, mais dans une moindre mesure. Il lui arrive parfois de consommer des charognes, à l’occasion.

## Statut de conservation

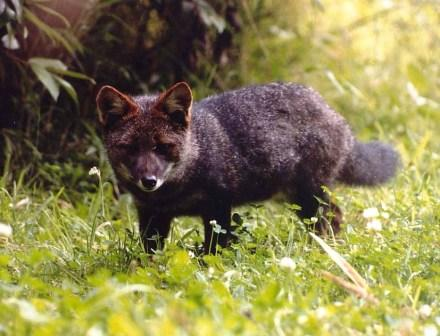
Un renard de Darwin mâle sur la côte Ouest de l’île de Chiloé.

### Statut de conservation et effectif
La population de Chiloé est estimée à environ 200 individus, tandis que celle du continent, dans le parc national de Nahuelbuta, compte environ 50 individus. La population totale est évaluée à quelque 250 adultes, dont au moins 90 % regroupés dans une seule sous-population, celle de l’île de Chiloé. Bien que l’espèce soit protégée dans le parc national de Nahuelbuta, une mortalité importante survient lorsque les renards descendent vers des zones privées non protégées à la recherche de conditions plus clémentes durant l’hiver.
L’espèce a été considérée comme en danger critique d’extinction, car la majorité de sa population est limitée à une seule île et son habitat continue de décliner sous l’effet des activités humaines.
On pense qu'il ne subsiste plus que 250 Renards de Darwin sur l'île Chiloé, et environ 70 sur le continent ; ils sont par conséquent considérés comme très gravement menacés par l'UICN. La fragmentation de la forêt adjacente aux parcs nationaux est un sujet d'inquiétude, tandis que les chiens présents dans les parcs, causes potentielles de décès par contamination ou d'attaques directes, sont probablement la plus grande menace pour la survie des renards. La persécution des gens qui pensent qu'ils attaquent leurs volailles, même s'ils présentent peu de danger, est également un problème potentiel.

### Effort de conservation
Des actions sont menées afin d'aider ce petit canidé. En effet, des lois chiliennes ont été promulguées contre le braconnage depuis 1929. De nombreuses recherches sont en outre effectuées sur le terrain car on estime que quelques endroits non visités pourraient être habités par quelques-uns de ces animaux. Certains zoos ont pris à leur charge des couples de renards afin de développer et de protéger l'espèce, notamment le parc zoologique Niri-Vilcún de Temuco, au Chili.